# Shinji Tominari
Shinji Tominari (冨成 慎司 Tominari Shinji?), född 22 februari 1987 i Gifu prefektur, är en japansk fotbollsspelare.
Tominari började sin karriär 2009 i FC Gifu. Efter FC Gifu spelade han för Fujieda MYFC och Kagoshima United FC.